# Navadni dežen
Navadni dežen (znanstveno ime Heracleum sphondylium) je dveletna rastlina iz družine kobulnic.

## Opis
Navadni dežen zraste od 50 do 120 cm v višino, ponekod doseže celo do 2 m. Listi so kosmati in na robovih narezani ter razdeljeni na 3 do 5 delov. Steblo je votlo in poraščeno s kratkimi dlačicami. Cvetovi so rožnate ali bele barve in imajo pet venčnih listov, zbrani pa so v kobule, ki lahko v premeru dosežejo do 20 cm. V kobule je zbranih od 15 do 30 cvetov, ki se nahajajo na koncu dolgih stebelc. Rastlina običajno cveti med junijem in oktobrom. Z njegovim nektarjem se hranijo čebele, ose in nekatere vrste muh. Iz oplojenih cvetov se razvijejo sploščena ovalna semena s krilci, ki v dolžino dosežejo do 10 mm. Raznaša jih veter.

## Razširjenost in uporabnost
Navadni dežen je razširjen po vsej Evropi, razen Islandije ter po Severni Afriki. Najpogosteje uspeva na vlažni, z dušikom bogati podlagi vse do 2500 metrov nad morjem. Pogosto raste ob poteh in na zagrmovljenih območjih.
Mladi listi so dober vir vitamina C, beta karotena in drugih vitaminov. Spodbuja prebavo, razkužuje, čistilno vpliva na ožilje, znižuje krvni tlak.

## Podvrste
V Evropi obstaja osem podvrst navadnega dežena:
- Heracleum sphondylium subsp. chloranthum (Borbás) Neumayer
- Heracleum sphondylium subsp. elegans (Crantz) Schübl. & G. Martens
- Heracleum sphondylium subsp. glabrum (Huth) Holub
- Heracleum sphondylium subsp. orsinii (Guss.) H. Neumayer
- Heracleum sphondylium subsp. pyrenaicum (Lam.) Bonnier & Layens
- Heracleum sphondylium subsp. sibiricum (L.) Simonk.
- Heracleum sphondylium subsp. sphondylium
- Heracleum sphondylium subsp. trachycarpum (Soják) Holub

## Galerija
- Ilustracija navadnega dežena iz knjige Atlas des plantes de France. 1891
- Odrasla rastlina
- Cvetovi navadnega dežena
- Cvetovi navadnega dežena
- Cvetovi navadnega dežena
- Listi navadnega dežena